# Fontenoy (Yonne)
Fontenoy é uma comuna francesa na região administrativa de Borgonha-Franco-Condado, no departamento de Yonne. Estende-se por uma área de 15,84 km². Em 2010 a comuna tinha 306 habitantes (densidade: 19,3 hab./km²).